# Zonocryptus fervidus
Zonocryptus fervidus är en stekelart som först beskrevs av Tosquinet 1896.  Zonocryptus fervidus ingår i släktet Zonocryptus och familjen brokparasitsteklar. Inga underarter finns listade i Catalogue of Life.